# Anne Muxel
Anne Muxel, née le 1er décembre 1956, est une sociologue et politologue française. 
Spécialisée dans l'étude du rôle de la mémoire et de la transmission intergénérationnelle des attitudes et comportements, elle est l'une des grandes figures françaises de la recherche sur la socialisation politique, à savoir la construction des attitudes et des comportements politiques et, d'un autre côté, sur l'importance de l'enracinement biographique des conduites en matière familiale.

## Biographie

### Jeunesse et études
Anne Muxel soutient, en 1983, sous la direction de Georges Balandier, une thèse de 3e cycle en sociologie intitulée « La socialisation intentionnelle familiale: étude d’une famille sur trois générations, 1946-1982 ». 
Elle reçoit son habilitation à diriger des recherches en 1999 à l'Institut d'études politiques de Paris.

### Parcours professionnel
Anne Muxel est directrice de recherche au CNRS en science politique au CEVIPOF, centre de recherches de la Fondation nationale des sciences politiques. 

### Autres fonctions
Elle est un des membres du comité de rédaction de la Revue française de sociologie.

## Recherche

### Jeunes et politiques
Ses travaux en sociologie politique se concentrent sur la compréhension des relations entre les individus et la politique : analyse du comportement électoral, nouvelles formes d’expression et de participation à la vie politique, par exemple significations de l’abstention.
Elle a conduit en particulier plusieurs enquêtes et recherches sur le rapport des jeunes à la politique et a écrit de nombreux articles et ouvrages sur la construction de leurs représentations de la politique, aussi bien pour la France que pour l'Italie ou l'Espagne. Par exemple, pour Anne Muxel, lors des manifestations contre le CPE, on retrouve chez les jeunes « le même malaise à l’égard de la représentation politique qui caractérise le rapport des Français à la politique : une défiance importante à l’égard de l’ensemble de la classe politique, un affaiblissement des identifications politiques structurées à partir du clivage gauche-droite, un faible intérêt pour la politique, enfin un potentiel protestataire élevé ».

### Mémoire familiale
Anne Muxel a conduit de nombreuses enquêtes pour étudier les régularités et les ruptures dans la transmission des comportements familiaux. Pour elle, la famille continue de jouer un rôle déterminant dans la transmission des orientations idéologiques et des choix politiques, le plus souvent dans la reproduction mais parfois à travers une opposition aux parents. En enquêtant auprès des enfants, des parents et des grands-parents (les lignées familiales), elle observe les variations des usages de la mémoire familiale. Elle étudie les multiples objets qui l'alimentent : hier, les lettres, les photos de mariage, de fiançailles, des bébés sur leur couche ; aujourd'hui davantage les films vidéo, les enregistrements numériques. Au total, pour Anne Muxel, « La mémoire familiale est d'abord une histoire, la façon dont un individu va mobiliser son passé et lui donner sens, plus ou moins consciemment. La mémoire familiale est le résultat du travail de réappropriation et de négociation que toute personne fait vis-à-vis de cette histoire fondatrice de son identité ».
Par exemple, le choix par les femmes du nom qu'elles portent est significatif de toute une empreinte familiale. « Plus une femme est proche de son père, selon Anne Muxel, plus elle l’a été pendant son enfance, et plus elle aura du mal à renoncer à un nom auquel elle s’est intimement identifiée. En revanche, une enfance particulièrement douloureuse ou un problème avec le père peut parfois expliquer qu’un changement soit perçu comme une libération ».

### Radicalisme en France
Au mois d'avril 2018, elle publie en co-direction avec le sociologue Olivier Galland les résultats d'une enquête réalisée auprès de sept mille lycéens sur la montée du radicalisme en France. Dès sa sortie, cet ouvrage suscite un débat parmi les sociologues et dans l'opinion publique.